# مستشفى غزة الأوروبي
مستشفى غزة الأوروبي هو مستشفى حكومي فلسطيني يقع في بلدة الفخاري قرب مدينة خان يونس جنوب قطاع غزة على أرض مساحتها 65 دونمًا تمتلكها وزارة الأوقاف والشؤون الدينية الفلسطينية.

## التاريخ
تأسس بمنحة من الاتحاد الأوروبي في عام 1989 بواسطة وكالة الأونروا، واُفتتح في 15 أكتوبر 2000 استجابةً لاندلاع الانتفاضة الفلسطينية الثانية بمساحة بلغت 20 ألف متر مربع.
في 9 أبريل 2020، أعلنت وزارة الصحة الفلسطينية في قطاع غزة انتهاء تجهيز المستشفى لاستقبال حالات مُصابة بمرض فيروس كورونا.

### حرب غزة 2023
في 31 أكتوبر 2023، استهدفت غارات جوية إسرائيلية محيط المستشفى. 
في 19 نوفمبر 2023، بعد انتهاء حصار مجمع الشفاء الطبي وسيطرة القوات الإسرائيلية عليه، ذكرت منظمة الصحة العالمية أنها تخطط لإرسال بعثات لنقل مرضى الشفاء المتبقين إلى المستشفى الأوروبي ومجمع ناصر الطبي في الفترة القادمة.
في 23 نوفمبر 2023، صرح رئيس لجنة الإنقاذ الطبي في حالات الطوارئ في المستشفى الإندونيسي أنه تم إجلاء المرضى والموظفين في المستشفى الإندونيسي إلى المستشفى الأوروبي.